# Nelson Rodríguez Leyva
Nelson Rodríguez Leyva (Santa Clara, provincia de Las Villas, actualmente Villa Clara, 16 de julio de 1943-La Habana, julio de 1971) fue un escritor cubano.

## Biografía
Su padre fue un oficial del Ministerio del Interior de Cuba. En 1960 Rodríguez Leyva fue maestro voluntario en la Sierra Maestra y participó en toda la Campaña Nacional de Alfabetización en Cuba en 1961. Rodríguez Leyva llegó a publicar sólo un libro, el conjunto de cuentos "El regalo", publicado en Ediciones R, La Habana 1964, perteneciente al periódico Revolución, con la ayuda de Virgilio Piñera. En 1965 lo enviaran a una Unidad Militar de Ayuda a la Producción, donde no saldría hasta 1968 en castigo por su homosexualidad, considerado "comportamiento antisocial" por el gobierno de Fidel Castro.

## Secuestro de avión
En 1971 intento secuestrar un avión de las líneas aéreas de Cuba en un vuelo de cabotaje para poder escapar del país junto a Angel López-Rabi, armados solo con una granada. Cuando descubrieron que el piloto los engañó y que en vez de a la Florida se dirigía a La Habana, se produjo una reyerta Según EcuRed el jefe de guardia del aeropuerto de La Habana, el teniente José Fernández Santos, que era un pasajero en el vuelo. Le disparó a Nelson, hiriéndolo en el brazo, mientras éste mantenía agarrada a una azafata. Al verse perdido, Nelson ordenó a López Rabí, que estaba en su asiento, que arrojara una granada que llevaban y que lanzó hacia la parte trasera del avión. Según se informa, Reinaldo Naranjo, Asistente del Jefe de Aviación Civil en Cienfuegos y miembro del Partido Comunista de Cuba, se arrojó sobre la granada para salvar el avión y murió en la explosión. El teniente Fernández Santos sufrió una fractura en la pierna y heridas de metralla.
Cuando Nelson Rodríguez y su cómplice, heridos y con quemaduras, salieron de la avioneta, en la pista del aeropuerto de Rancho Boyeros los esperaban varias decenas de guardias que les apuntaban con sus armas. Según Reinaldo Arenas, Nelson y Ángel intentaron huir, pero las hélices hirieron gravemente a Nelson, que estuvo hospitalizado durante un año.

## Ejecución
Nelson Rodríguez Leyva fue fusilado en la fortaleza habanera de La Cabaña junto con su amigo y supuestamente compañero sentimental, el poeta de 16 años Ángel López-Rabi. El amigo de ambos, el escritor Jesús Castro Villalonga, fue sentenciado a 30 años de prisión por conocer el plan y otra persona acusada de ser cómplice también cumplió 20 años de prisión.
La obra de Nelson Rodríguez Leyva fue destruida y prohibida. Reinaldo Arenas menciona a Rodríguez Leyva y su destino en un capítulo llamado "Mi generación" de su obra Antes que anochezca y también le dedica un capítulo aparte, contando la historia anteriormente mencionada desde su punto de vista.